# Rillé
Rillé é uma comuna francesa na região administrativa do Centro, no departamento Indre-et-Loire. Estende-se por uma área de 25 km². Em 2010 a comuna tinha 311 habitantes (densidade: 12,4 hab./km²).